# Maria Pisareva
Maria Gerasimovna Pisareva (ryska: Мария Герасимовна Писарева), född 19 april 1933 i Moskva, död 10 december 2023, var en rysk friidrottare som tävlade för Sovjetunionen inom höjdhoppning under sin aktiva karriär.
Pisareva blev olympisk silvermedaljör i höjdhopp vid sommarspelen 1956 i Melbourne.